# Vilarelho da Raia
Vilarelho da Raia é uma povoação portuguesa sede da Freguesia de Vilarelho da Raia do Município de Chaves, freguesia com 18,03 km² de área e 464 habitantes (censo de 2021), tendo, por isso, uma densidade populacional de 25,7 hab./km².
Fazem parte da freguesia as povoações de Vilarelho da Raia, Cambedo, Vila Meã e Vilarinho da Raia.

## Geografia e história
Situa-se a 15 km a norte de Chaves e a 200 m da Galiza.
Integrou o antigo concelho de Ervededo, extinto em 31 de Dezembro de 1853, passando para o de Chaves (atual município) a partir dessa data e o seu orago é São Tiago.

## Demografia
A população registada nos censos foi:
| Distribuição da População por Grupos Etários | Distribuição da População por Grupos Etários | Distribuição da População por Grupos Etários | Distribuição da População por Grupos Etários | Distribuição da População por Grupos Etários |
| -------------------------------------------- | -------------------------------------------- | -------------------------------------------- | -------------------------------------------- | -------------------------------------------- |
| Ano                                          | 0-14 Anos                                    | 15-24 Anos                                   | 25-64 Anos                                   | > 65 Anos                                    |
| 2001                                         | 47                                           | 56                                           | 293                                          | 223                                          |
| 2011                                         | 21                                           | 35                                           | 242                                          | 260                                          |
| 2021                                         | 30                                           | 12                                           | 185                                          | 237                                          |

## Atividades económicas
Agricultura e comércio. Antigamente esta aldeia era muito rica pois o seu povo vivia de contrabando.

## Festas e Romarias
São José (19 de março), São Tiago (25 de julho) e Senhor das Almas (penúltimo fim-de-semana de agosto), 
Sendo a última muito conhecida e aplaudida pelo seu grandioso espectáculo de pirotecnia. É de grande importância para todos os Vilarraienses, uma vez que neste fim de semana, normalmente todos os emigrantes/imigrantes da terra estão de volta às suas origens.
A emigração começou principalmente na década de 60.

## Património

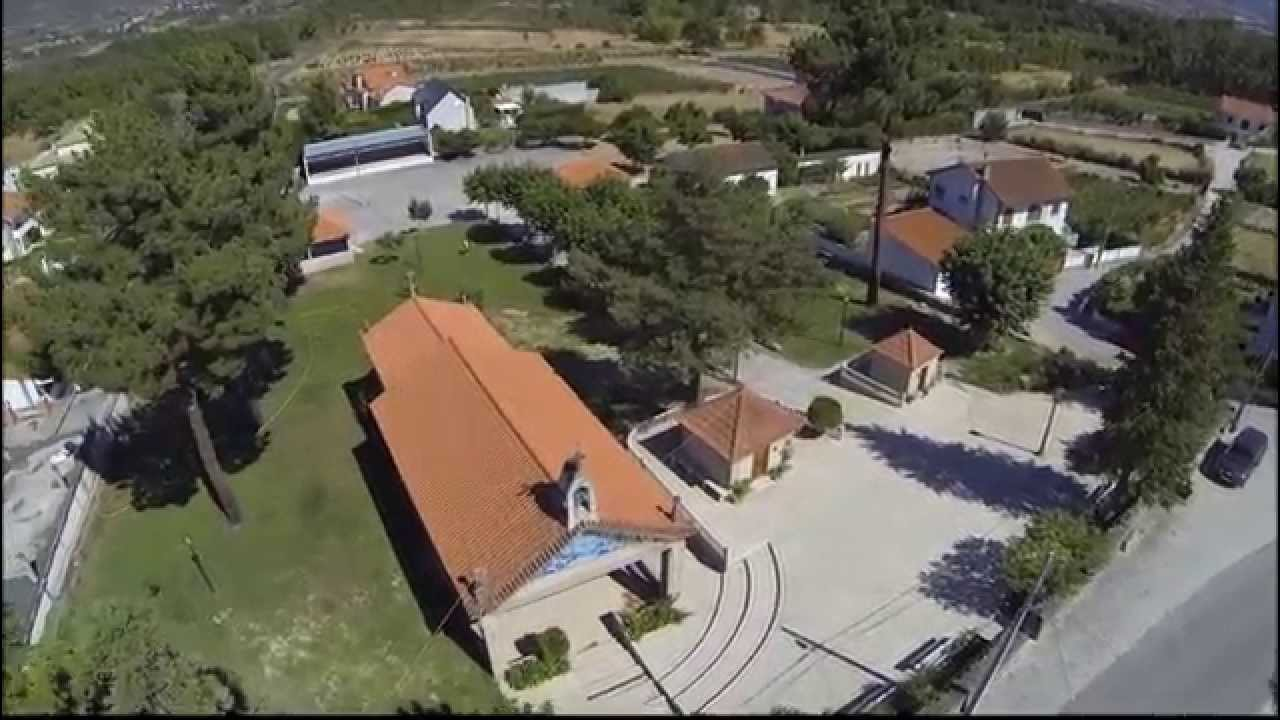
Capela do Senhor Das Almas

Igreja matriz, Museu Etnográfico e Arqueológico e capelas do Senhor das Almas, de Nossa Senhora das Neves, de Santa Catarina e de São Gonçalo.
A igreja Matriz, igreja de Santiago, foi construída em 1698.

## Gastronomia
Fumeiro, presunto e folar

## Coletividades
Associação Social e Cultural de Vilarelho da Raia

## Tradições
- Grupo de Cantares de Vilarelho da Raia

## Outras
- Água da Faxa: fonte localizada entre esta povoação e o Cambedo. As águas da fonte são ferrosas.

## Meteorito de Chaves
Em 3 de maio de 1925 caiu um meteorito na aldeia. Quatro fragmentos são conhecidos, numa massa total de 2900 gramas. A caracterização mineralógica e petrográfica efectuada, assim como os estudos petro-químicos realizados, mostram que o meteorito de Chaves é um acondrito do tipo dos howarditos. Trata-se de uma brecha com fragmentos pétreos distintos, possivelmente provenientes do mesmo corpo parental, aglutinados por uma matriz fina de natureza regolítica.